# Hergies Communal Cemetery
Hergies Communal Cemetery is een Britse militaire begraafplaats gelegen in de Franse plaats Hergies (Noorderdepartement). De begraafplaats wordt onderhouden door de Commonwealth War Graves Commission.
De begraafplaats telt een Brits graf uit de Eerste Wereldoorlog.